# Eduardo (football, 1989)
Pour les articles homonymes, voir Eduardo.
Eduardo José Diniz Costa dit Eduardo est un footballeur brésilien né le 18 avril 1989 à Guaraí. Il évolue au poste d'arrière latéral.

## Biographie
Il joue un match en Copa Sudamericana avec l'Esporte Clube Vitória.